# フェザー川

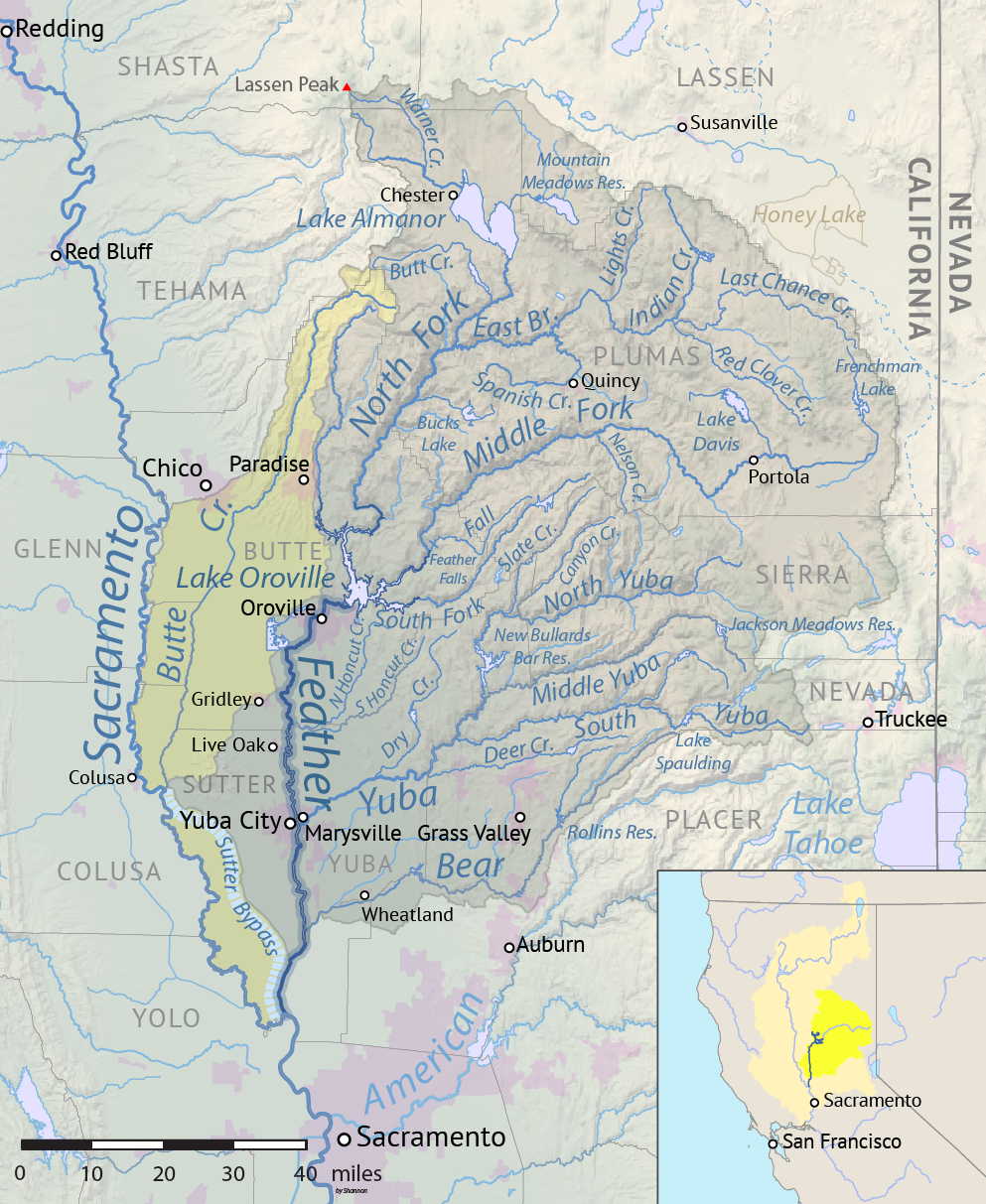
フェザー川流域

フェザー川 (フェザーがわ、Feather River) はアメリカ合衆国のカリフォルニア州北部、サクラメント・バレーを流れる川。サクラメント川の支流。長さ71マイル（114km）。流域面積6,113平方マイル（15,833km2）。
フェザー川上流部はシエラネバダ山脈に発する4つの川であり、ビュート郡東部、オーロビル北東5マイル（8km）でオーロビルダムによりつくられるダム湖オーロビル湖へ注いでいる。4つの中で流域面積が最も大きいものはノースフォークであり、フェザー川上流部の流域の60%ほどを占める。2番目がミドルフォークで32%程度、残りの二つ、サウスフォークとウエストブランチは5%未満である。
オーロビルダムからがフェザー川であり、そこからサクラメントバレーをおおむね南に流れる。ユバシティでユバ川が、ユバシティの南15マイル（24km）でベア川がともに東から合流する。サクラメントの北西約20マイル（32km）で北からサクラメント川に合流する。